# Mohay Gyula
Mohay Gyula, születési nevén Mohaupt Gyula (Nagyszentmiklós, 1894. szeptember 15. – Budapest, 1952. szeptember 15.), ügyvéd, tisztviselő,  a nyilas hatalomátvétel után Budapest főpolgármestere.

## Élete
1921 és 1944 között a Földhitelintézetek Országos Szövetségének tisztviselője volt. 1939-ben belépett a Nyilaskeresztes Pártba. Budapest törvényhatósági bizottságában a nyilasok csoportvezetője lett, 1944. október 15-ig a Legfőbb Pártfegyelmi Bizottság elnökeként tevékenykedett, a nyilasok hatalomátvétele után a főváros teljhatalmú főpolgármestere volt. korábban ügyvédként is praktizált. Szálasi Ferenc Mohayt és Hindy Ivánt (a főváros katonai parancsnoka) a legszélesebb jogkörrel és "Budapest székesfőváros területén magyar vonatkozásban teljhatalommal" ruházta fel.
  

1945-ben nyugatra menekült és amerikai fogságba esett, akik kiadták Magyarországnak. Mikor Péter Gáborék kihallgatták, Mohay többször rosszul lett, sírógörcsöt kapott és azt mondta, hogy ő csak egy báb volt, és nem felelős a hídrobbantásokért. Felelősként  Beregfy Károlyt nevezte meg: 

„Beregffy a bűnös, ő a bűnös mindenért, engem hagyjanak ki mindenből, én egyszerű öregember vagyok.”

– Mohay Gyula kihallgatás közben, 1945

 Elmondta továbbá, hogy az SS-esek kirabolták, amikor menekült a szovjetek elől és a németek semmibe vették őt, hiába volt főpolgármester, semmi tekintélye nem volt. A népbíróság először halálra ítélte, de Ries István igazságügyi miniszter javaslatára a köztársasági elnök az ítéletet életfogytiglani kényszermunkára változtatta. Mohay a Mosonyi utcai rabkórházban halt meg 58. születésnapján, 1952. szeptember 15-én.